# Bulgaarse parlementsverkiezingen 1981

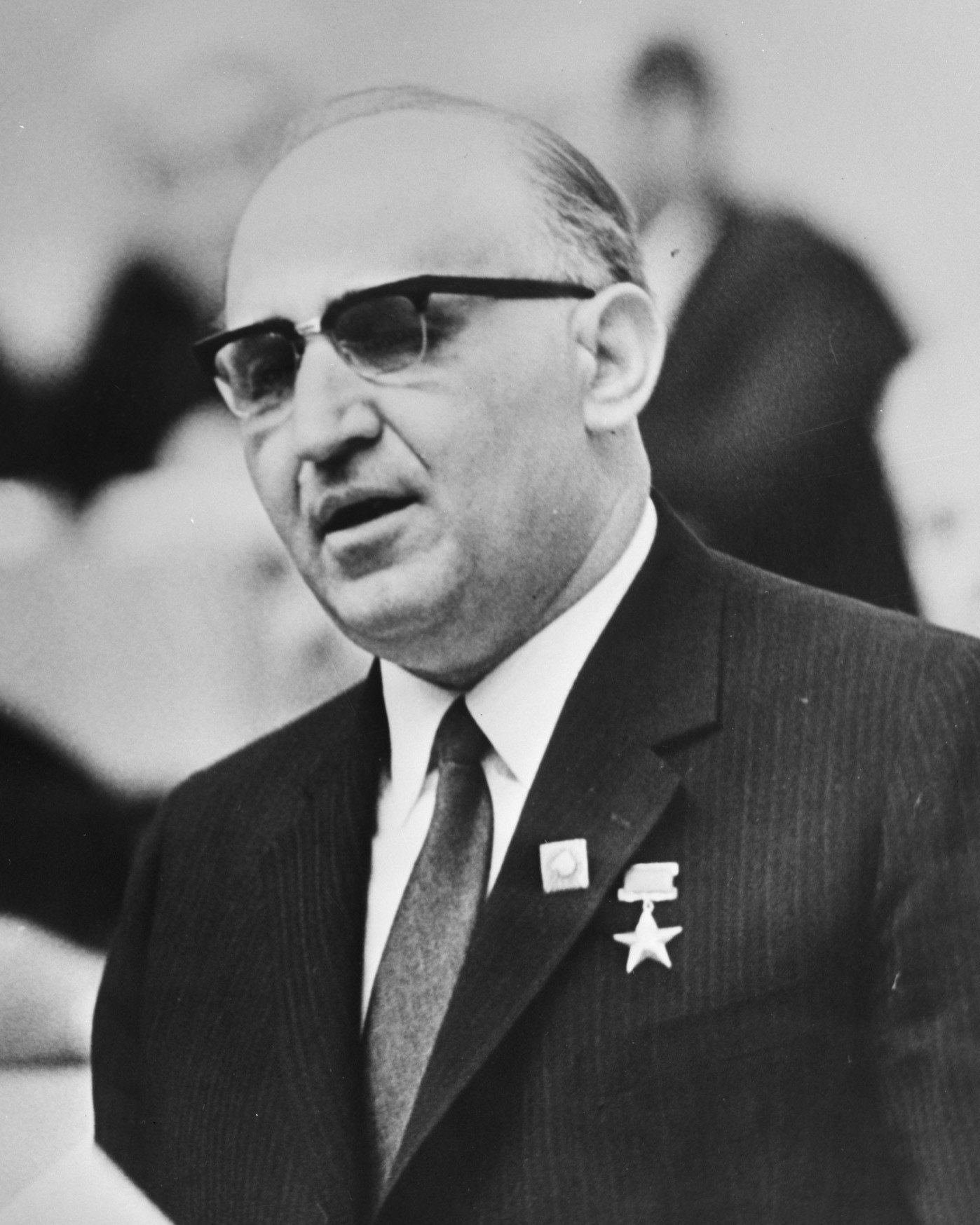
Todor Zjivkov (1911-1998), leider van Bulgarije sinds 1954

De Bulgaarse parlementsverkiezingen van 1981 waren op basis van een eenheidslijst van het door de communisten gedomineerde Vaderlands Front en vonden plaats op 7 juni  van dat jaar. Het Vaderlands Front kreeg 99,99% van de stemmen.

## Uitslag
| Coalitie                        | Partij                              | Stemmen   | %       | Zetels    |
| ------------------------------- | ----------------------------------- | --------- | ------- | --------- |
| Vaderlands Front                | Communistische Partij van Bulgarije | 6.519.674 | 99,99%  | 271 / 400 |
| Vaderlands Front                | Bulgaarse Agrarische Nationale Unie | 6.519.674 | 99,99%  | 99 / 400  |
| Vaderlands Front                | Onafhankelijke kandidaten           | 6.519.674 | 99,99%  | 30 / 400  |
| Tegen                           | Tegen                               | 517       | 0,01%   | 0 / 400   |
| Totaal                          | Totaal                              | 6.520.191 | 100,00% | 400       |
|                                 |                                     |           |         |           |
| Geldige stemmen                 | Geldige stemmen                     | 6.520.191 | 99,94%  |           |
| Blanco/ ongeldige stemmen       | Blanco/ ongeldige stemmen           | 3.835     | 0,06%   |           |
| Totaal uitgebrachte stemmen     | Totaal uitgebrachte stemmen         | 6.524.026 | 100,00% |           |
| Geregistreerde kiezers/ opkomst | Geregistreerde kiezers/ opkomst     | 6.526.782 | 99,96%  |           |
| Bron: Nohlen & Stöver, IPU      |                                     |           |         |           |